# Aeroportul Kamembe
Aeroportul Kamembe (IATA: KME, ICAO: HRZA) este un aeroport din Cyangugu⁠(d), Provincia de Vest, Rwanda, Rwanda ce deservește zona Cyangugu⁠(d). A fost deschis în 1928.
Situat la o altitudine de 1.491 m, aeroportul dispune de o singură pistă.